# رزم‌آباد
رزم‌آباد نام قلعه‌ای در شمال روستای کورش‌آباد از توابع بخش مرکزی شهرستان ارسنجان در استان فارس. این قلعه در سال ۱۳۴۷ توسط رئیس عابدین رزم از طایفه لشنی جهت اسکان ساخته شد.